# Doncaster Sheffield repülőtér
A Doncaster Sheffield repülőtér (angolul: Doncaster Sheffield Airport) (IATA: DSA, ICAO: EGCN) az Egyesült Királyságban található nemzetközi repülőtér, Doncastertől 5 kilométerre, Sheffieldtől 31 kilométerre. A repülőteret 2005-ben nyitották meg az utasforgalom előtt, korábban katonai célokat szolgált.

## Története
A Sheffield City repülőtér bezárásával egy időben, 2005 áprilisában nyitották meg egy korábbi katonai repülőtér helyén Robin Hood repülőtér néven, elsősorban a fapados légitársaságokat megcélozva. A névválasztás ellen már megnyitásakor is többen tiltakoztak, egy ellenző petíciót 11 000-en írtak alá.
Az első járat Palma de Mallorca repülőtérre indult el április 28-án. 2007 nyarán elindult az első hosszú távú járat is, a Flyglobespan gépei a kanadai Hamilton, a Thomsonfly gépei pedig Orlando, Cancún és Puerto Plata repülőtereit vette célba.
A repülőtér neve 2016 decemberében Doncaster Sheffield repülőtérre változott, habár a logójában továbbra is megtalálható a Robin Hood felirat.

## Megközelítése
Autóval
A repülőtér az M18-as autópálya közelében helyezkedik el, annak hármas leágazásánál.
Tömegközlekedéssel
A repülőteret az 57a és 57c jelzésű buszok Doncaster, míg az X6 jelzésű expresszjárat Sheffield központjával kötik össze.

## Utasforgalom
|      | Utasszám  | Gépmozgások | Teher (tonna) |
| ---- | --------- | ----------- | ------------- |
| 2005 | 600 907   | 6914        | 31            |
| 2006 | 900 067   | 10 642      | 167           |
| 2007 | 1 078 374 | 12 667      | 1602          |
| 2008 | 968 481   | 13 066      | 1350          |
| 2009 | 835 768   | 10 854      | 344           |
| 2010 | 876 153   | 11 030      | 216           |
| 2011 | 822 877   | 11 876      | 102           |
| 2012 | 693 661   | 11 724      | 276           |
| 2013 | 690 351   | 11 197      | 354           |
| 2014 | 724 885   | 11 697      | 858           |
| 2015 | 857 109   | 11 998      | 3201          |
| 2016 | 1 255 907 | 16 098      | 9341          |
| 2017 | 1 335 590 | 17 435      | 8656          |
| 2018 | 1 222 347 | 18 930      | 7107          |

## Légitársaságok és célállomások
| Légitársaság | Célállomások |
| ------------ | --- |
| BH Air       | Szezonális: Burgas |
| TUI Airways  | Alicante, Fuerteventura, Gran Canaria, Hurghada, Lanzarote, Málaga, Páfosz, Sarm es-Sejk-i (2020. május 3-áig), Tenerife Sur Szezonális: Antalya, Bodrum, Burgasz, Cancún (2020. május 3-ától), Korfu, Dalaman, Dubrovnik, Enfidha, Faro, Girona, Ibiza, Iráklion, Kefaloniá, Kittilä, Kosz, Larnaca, Menorca, Nápoly, Orlando/Sanford, Palma de Mallorca, Póla, Reus, Rodosz, Sal (2020. november 7-étől), Zákinthosz |
| Wizz Air     | Bukarest, Budapest (2020. március 28-áig), Debrecen, Gdańsk, Katowice, Kolozsvár, Krakkó, Poznań, Riga, Temesvár, Vilnius, Varsó–Chopin, Wrocław |

## Fordítás
- Ez a szócikk részben vagy egészben  a   Doncaster Sheffield Airport című angol Wikipédia-szócikk fordításán alapul.  Az eredeti cikk szerkesztőit annak laptörténete sorolja fel. Ez a jelzés csupán a megfogalmazás eredetét és a szerzői jogokat jelzi, nem szolgál a cikkben szereplő információk forrásmegjelöléseként.